# Dirk Müller (pilote automobile)
Pour les articles homonymes, voir Dirk Müller et Müller.

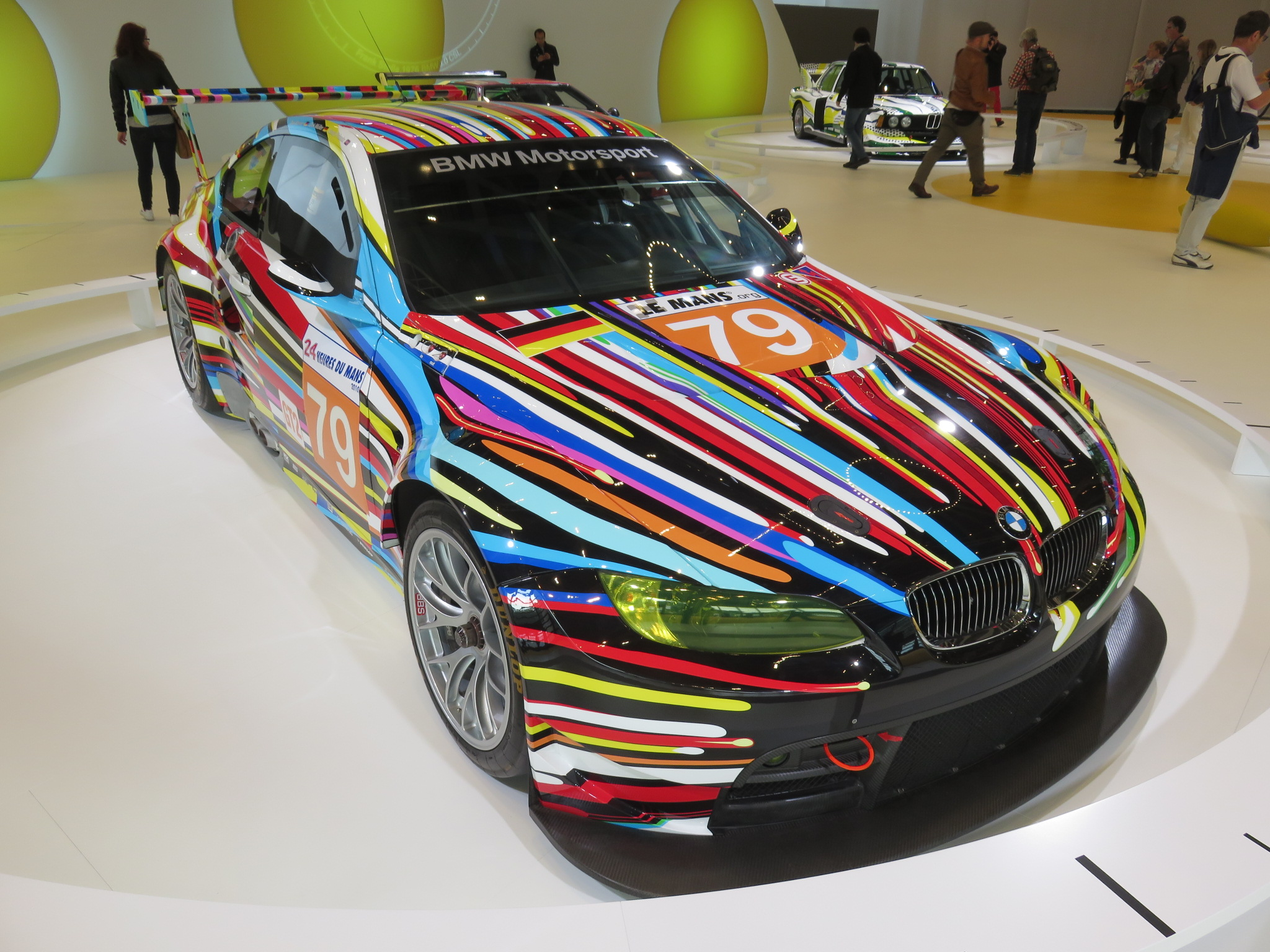
BMW M3 GT2 Art Car LMGT2 peinte par Jeff Koons, de Müller, Andy Priaulx et Dirk Werner, aux 24 Heures du Mans 2010 (49e/abandon).

Dirk Müller (né le 18 novembre 1975 à Burbach, en Allemagne) est un pilote automobile allemand.

## Palmarès
- 1998 : vainqueur des 24 heures de Daytona en catégorie GT
- 1998 : champion de Porsche Carrera Cup Allemagne
- 1999 : 4 victoires en ALMS catégorie GT, dont le Petit Le Mans 1999
- 2000 : champion ALMS en catégorie GT (4 victoires, dont Sears Point[1])
- 2001 : 1 victoire en ALMS catégorie GT
- 2002 : 4e du championnat ETCC (3 victoires)
- 2003 : 5e du championnat ETCC
- 2004 : vice-champion ETCC (3 victoires), vainqueur des 24 heures du Nürburgring
- 2005 : vice-champion WTCC (3 victoires)
- 2006 : 6e du championnat WTCC (1 victoire)
- 2007 : champion en catégorie GT2 du FIA GT avec l'écurie AF Corse

## Résultats aux 24 heures du Mans
| Année | Équipe                     | Voiture           | Équipiers                    | Résultat            |
| ----- | -------------------------- | ----------------- | ---------------------------- | ------------------- |
| 1999  | Dave Maraj                 | Porsche 996 GT3   | Bob Wollek Bernd Mayländer   | 19e                 |
| 2000  | Dick Barbour Racing        | Porsche 996 GT3 R | Lucas Luhr Bob Wollek        | Disqualifié         |
| 2010  | BMW Motorsport             | BMW M3 GT2 (E92)  | Andy Priaulx Dirk Werner     | Abandon             |
| 2011  | BMW Motorsport             | BMW M3 GT2 (E92)  | Andy Priaulx Joey Hand       | 15e                 |
| 2016  | Ford Chip Ganassi Team USA | Ford GT           | Joey Hand Sébastien Bourdais | 18e (1er LMGTE Pro) |
| 2017  | Ford Chip Ganassi Team USA | Ford GT           | Joey Hand Tony Kanaan        | 22e                 |
| 2018  | Ford Chip Ganassi Team USA | Ford GT           | Joey Hand Sébastien Bourdais | 19e (3e LMGTE Pro)  |
| 2019  | Ford Chip Ganassi Team USA | Ford GT           | Joey Hand Sébastien Bourdais | Disqualifié         |